# 艾力赛
何塞·佩德罗·塞瓦斯蒂安·德埃里塞·戈麦斯-阿塞沃（西班牙語：José Pedro Sebastián de Erice y Gómez-Acebo，1943年5月3日—2020年5月6日），西班牙外交官，前驻华大使。

## 生平
1943年生于葡萄牙波爾圖，当时他的父亲正担任西班牙驻波爾圖总领事。后随父亲工作地点的变化，相继在马德里、日内瓦和纽约读小学和中学。1965年毕业于马德里大学法学系，子从父业，开始了外交生涯。曾任西班牙驻奥地利维也纳大使馆商务参赞、西班牙驻美国大使馆商务参赞、西班牙-欧盟磋商会议秘书等职。1983年进入国际联合技术股份有限公司工作，向全世界推广西班牙的技术和经济。
1996年7月，任西班牙驻德国大使。2002年7月，任西班牙外交与合作部助理秘书。2003年8月，任驻华大使，后又兼驻蒙古和朝鲜。
2020年5月6日因肺癌逝世。